# Логан (округ, Оклахома)
Округ Логан (англ. Logan County) располагается в штате Оклахома, США. Официально образован в 1890 году. По состоянию на 2013 год, численность населения составляла 44 422 человека.

## География
По данным Бюро переписи США, общая площадь округа равняется 1939,912 км2, из которых 1926,962 км2 суша и 4,000 км2 или 0,600 % это водоёмы.

## Население
По данным переписи населения 2000 года в округе проживает 33 924 жителей в составе 12 389 домашних хозяйств и 8 994 семей. Плотность населения составляет 18,00 человек на км2. На территории округа насчитывается 13 906 жилых строений, при плотности застройки около 7,00-ти строений на км2. Расовый состав населения: белые — 81,60 %, афроамериканцы — 11,00 %, коренные американцы (индейцы) — 2,90 %, азиаты — 0,30 %, гавайцы — 0,10 %, представители других рас — 1,20 %, представители двух или более рас — 2,90 %. Испаноязычные составляли 2,90 % населения независимо от расы.
В составе 33,70 % из общего числа домашних хозяйств проживают дети в возрасте до 18 лет, 59,20 % домашних хозяйств представляют собой супружеские пары проживающие вместе, 9,80 % домашних хозяйств представляют собой одиноких женщин без супруга, 27,40 % домашних хозяйств не имеют отношения к семьям, 23,70 % домашних хозяйств состоят из одного человека, 9,70 % домашних хозяйств состоят из престарелых (65 лет и старше), проживающих в одиночестве. Средний размер домашнего хозяйства составляет 2,57 человека, и средний размер семьи 3,04 человека.
Возрастной состав округа: 25,50 % моложе 18 лет, 12,00 % от 18 до 24, 26,50 % от 25 до 44, 23,70 % от 45 до 64 и 23,70 % от 65 и старше. Средний возраст жителя округа 36 лет. На каждые 100 женщин приходится 97,60 мужчин. На каждые 100 женщин старше 18 лет приходится 92,90 мужчин.
Средний доход на домохозяйство в округе составлял 36 784 USD, на семью — 44 340 USD. Среднестатистический заработок мужчины был 31 345 USD против 22 677 USD для женщины. Доход на душу населения составлял 17 872 USD. Около 8,70 % семей и 12,90 % общего населения находились ниже черты бедности, в том числе — 15,00 % молодёжи (тех, кому ещё не исполнилось 18 лет) и 13,00 % тех, кому было уже больше 65 лет.